# Валентин Силвестров
Валентин Силвестеров (укр. Валенти́н Васи́льович Сильве́стров, рођен 30. септембра 1937.) је украјински композитор и пијаниста, који свира и пише савремену класичну музику. Народни умјетник Украјинске ССР (1989.), добитник Шевченкове награде (1995).

## Креативни пут
Дипломирао је композицију на Кијевском државном конзерваторијуму (сада Национална музичка академија Украјине) 1963. године, у класи Б. Љатошинског.
Од шездесетих година 20. вијека, Силвестерова музика се изводи на међународним фестивалима, а његова дјела су изводили О. Криса, Г. Кремер, А. Љубимов, И. Монигети, А. Рудин, Г. Рождественски, И. Блажков и други. Силвестеровљева дјела објављују многе престижне западне издавачке куће, укључујући и М. П. Бељајев-Питерс.
Шездесетих година 20. вијека, В. Силвестров је члан креативне групе „Кијевска авангарда“, чији представници, упркос оштром притиску бранилаца естетике социјалистичког реализма доминантне у СССР-у, отварају нову страницу у историји украјинске музике, фокусирајући се на нове стилске трендове у западноевропској музици и савладавајући модерне композиционе технике. Посебно, композитор користи додекафонију, алеаторику и сонористику у својим дјелима. Таласна драматургија постаје карактеристичан драматуршки принцип.
Седамдесетих година прошлог вијека, композитор је постепено напуштао традиционалне авангардне технике, фокусирајући се на постмодернизам. Сам аутор свој стил назива „мета-музиком“ („метафоричком музиком“). У дјелима овог периода доминирају медитативна, контемплативна расположења. Апелација на стилове прошлих епоха, својствена постмодернизму, заузима истакнуто мјесто.
Карактеристична одлика Силвестеровљевог стила је постхуманизам, карактеристична драмска одлика је преовлађивање периода опадања и декрешендо, а на различитим нивоима композиционе структуре примјећује се неизвјесност типична за постмодерну парадигму. Индивидуална карактеристика текстуре је присуство звучне педале, позадине унутар које се појављују појединачни знаци алузија.
Још једна важна парадигма постмодернизма присутна у Силвестеровљевом дјелу је неизвјесност. Манифестује се како у одсуству јасних композиционих шема, извјесне спонтаности размишљања, тако и на нивоу ритмичких структура, интонационих конструкција и цјелокупног звука, који се често граничи са тишином.
Церемонија додјеле Нобелове награде одржана је 10. децембра 2023. године у Стокхолму. Композиција „Вечерња серенада“ Валентина Силвестрова из циклуса „Тиха музика“ отворила је церемонију одмах након говора шведске филмске научнице и предсједнице управног одбора Нобелове фондације, Астрид Седерберг Видинг.

### Музички стил
Силвестров је можда најпознатији по свом постмодерном музичком стилу. Нека, ако не и већина, његових дијела могла би се сматрати неокласичним и постмодернистичким. Користећи традиционалне тонске и модалне технике, Силвестров ствара јединствену и деликатну таписерију драматичних и емоционалних текстура, квалитета за које он сугерише да су иначе жртвовани у већем дијелу савремене музике. 
„Не пишем нову музику. Моја музика је одговор на оно што већ постоји и одјек онога што већ постоји“, рекао је Силвестров.
Године 1974., под притиском да се придржава званичних прописа социјалистичког реализма и модерног модернизма, а такође и да се извини због свог напуштања састанка композитора у знак протеста против инвазије Варшавског пакта на Чехословачку, Силвестров је одлучио да се повуче из јавности. У овом периоду почео је да одбацује свој раније модернистички стил. Умјесто тога, компоновао је „Тихе пјесме“ (укр. „Тихі Пісні“ (1977.)), циклус намјењен приватном извођењу. Касније, након пада Совјетског Савеза, почео је да компонује и духовна и вјерска дјела под утицајем стила руске и украјинске православне литургијске музике. Силвестров је своје коначно одбацивање авангардних техника пратио до година проведених у Кијевском конзерваторијуму. Када му је представљено једно од његових радикалних дјела, Љатошински га је питао: „Да ли ти се ово свиђа?“, и док је он потврдно одговорио, „то питање се урезало у моју душу“.
Силвестров скорашњи циклус за виолину и клавир, Мелодије прилика (укр. Мелодії Миттєвостей), скуп од седам дјела који обухватају 22 става која се свирају у низу (и трају око 70 минута), интиман је и неухватљив – композитор га описује као „мелодије [...] на граници између њиховог појављивања и нестанка“.
Елементи украјинског национализма јављају се у неким Силвестровим дјелима, а најзначајнији су у његовом хорском дјелу Диптих. Ово дело садржи снажно патриотске ријечи Шевченкове пјесме из 1845. године „Завјет“ (укр. Заповіт), која има значајан национални статус у Украјини, а Силвестров ју је 2014. године посветио сјећању на Серхија Нигојана, Јерменина и Украјинца који је погинуо у нередима у улици Грушевског 2014. године и за кога се вјерује да је био прва жртва Евромајдана која је довела до Револуције достојанства.

### Грађански став
Валентин Силвестров је подржао протесте у Кијеву 2004. и 2013–2014. године, објашњавајући то на сљедећи начин: „Ја сам и даље, као и свака друга креативна особа, по природи више индивидуалиста. Али дође тренутак када је једноставно немогуће не изаћи. Када су људи толико отворено разоткривени због својих гнусних поступака, и то глобално, да постоји такво негодовање да буквално изгубите разум...“ Истовремено, он је окарактерисао садашњу владу као „гнусну“:
Поступци владе изгледају лоше за Украјинце. Дођите себи! За нормалну особу, очигледно је колико је ово гнусно. Већ је великим словима написано да је ово НЕТАЧНО.
Спонтано рушење Лењиновог споменика у Кијеву, В. Силвестеров је то описао на сљедећи начин:
Споменик је срушен - сумњиво достигнуће револуције, али ипак достигнуће. Власти су могле да демонтирају Лењинов споменик на Мајдану, а могле су исто тако лако да уклоне и овај. И ставите га у музеј, јер можда има неку скулптуралну вриједност. За кога је изграђено, за комунисте? На крају крајева, у Кијеву нема споменика Стаљину. Зашто су онда оставили Лењина, кад је он бољи од њих? Обећао је сељацима земљу и фабрике, али оно што се испоставило као потпуно убиство. И да се подигне споменик овом човјеку?
Будући да у свакодневном животу говори руски језик,, Силвестров је ватрени поштовалац украјинског језика и даје сљедеће упоредне карактеристике украјинског и руског језика:
Још у совјетско вријеме у Лавову, примјетио сам да када сте уроњени у украјински језик, у ову стихију, ваше мисли одједном добијају другу боју. Када пређете са руског на украјински, осјећате нове нијансе, језик као да има неку занимљиву особеност, али када, напротив, пређете са украјинског на руски, овај други у почетку дјелује помало бљутаво, на лакејски начин оскудјело.
Украјински је шаренији, руски је транспарентнији. Нагли прелазак са руског на украјински или обрнуто је непожељан. То су различити системи. Наше филозофске мисли имаће различита значења у зависности од језика. Узмимо за примјер ријеч „луд“: „божевільний“ – као слободан од Бога, и „сумасшедший“ – као технолошки процес. У украјинској верзији звучи са саосећањем, за разлику од руске верзије.

## У ауторовом стваралаштву
Силвестровљева главна и објављена дјела укључују 9 симфонија, пјесме за клавир и оркестар, разне комаде за камерни оркестар, три гудачка квартета, клавирски квинтет, три клавирске сонате, друге клавирске комаде, камерну музику и вокалну музику (кантате, пјесме итд.).(извор информација: мултимедијална база података „Нова музика Украјине“). Силвестров је снимио 10 албума за издавачку кућу ECM. Његова дјела укључују:

### За оркестре
| 9 симфонија                                                               |
| ------------------------------------------------------------------------- |
| *: Симфонија бр. 1 (1963., ревидирано 1974.)                              |
| *: Симфонија бр. 2 за флауту, удараљке, клавир и гудачки оркестар (1965.) |
| *: Симфонија бр. 3 за велики симфонијски оркестар „Есхатофонија“ (1965.)  |
| *: Симфонија бр. 4 за дувачке и гудачке инструменте (1976.)               |
| *: Симфонија бр. 5 (1980—1982.)                                           |
| *: Симфонија бр. 6 (1994—1995.)                                           |
| *: Симфонија бр. 7 (2002—2003.)                                           |
| *: Симфонија бр. 8 (2012–2013), (премијера у 2015.)                       |
| *: Симфонија бр. 9 (премијера у 2019.)                                    |

### За соло инструменте са оркестром
| Музика за соло инструменте са оркестром                                    |
| -------------------------------------------------------------------------- |
| * Монодија (укр. «Монодія» за клавир и симфонијски оркестар (1965.)        |
| * Медитација (укр. «Медитація» за виолончело и камерни оркестар (1972.)    |
| * Постлудиј (укр. «Постлюдія» за клавир и симфонијски оркестар (1984.)     |
| * Посвећеност (укр. «Посвята» за виолину и симфонијски оркестар (1990-91.) |
| * Метамузика (укр. «Метамузика» за клавир и симфонијски оркестар (1992.)   |
| * Гласник (укр. «Вісник» за клавир и жичане инструменте (1997.)            |
| * Епитаф (укр. «Епітафія») за клавир и гудачки оркестар (1999.)            |
| * Концерт за виолину и оркестар (2016.)                                    |

### За вокале са оркестром
| Музика за вокале са оркестром                                                                                        |
| --- |
| * «Exegi monumentum» на пјесму О. СА. Пушкин за баритон и симфонијски оркестар (1985-87.)                            |
| * „Ода славују“ (рус. «Ода солов'ю», за сопран и камерни оркестар) (1997.)                                           |
| * Јесења серенада за сопран и камерни оркестар (рус. «Осіння серенада для сопрано і камерного оркестр») (1980—2000.) |

### За камерни оркестар
| Музика за камерни оркестар                                                   |
| ---------------------------------------------------------------------------- |
| * Спектра (укр. «Спе́ктри) (1965.)                                            |
| * Пјесма у спомен на Љатошинског (укр. «Поема пам'яті Лятошинського) (1968.) |
| * Серенада (укр. «Серенада) (1978.)                                          |
| * Интермецо (укр. «Інтермеццо) (1983.)                                       |

### За хорове
| Дјела за хорове |
| --- |
| * Кантата на пјесму Ф. Тјучова и О. Блока (рус. Кантата на вірші Ф. Тютчева та О. Блока), (1973.)                                                 |
| * „Шумска музика“ на стр. Аиги за сопран, хорну и клавир (рус. «Лісова музика» на сл. Айгі для сопрано, валторни і ф-но), (1977-78.)              |
| * Кантата на пјесму Т. Шевченка (укр. Кантата на вірші Т. Шевченка), (1977.)                                                                      |
| * Елегија (укр. Елегія (на ријечи Шевченка), (1996.)                                                                                              |
| * Реквијем за Ларису (укр. Реквієм для Лариси (на ријечи Т. Шевченка), (1997-99.)                                                                 |
| * 2 диптиха на ријечи Т. Шевченка (укр. «2 Диптихи на слова Т. Шевченка»), (1995., 2016.)                                                         |
| * Псалми на ријечи Т. Шевченка (укр. «Псалми на слова Т. Шевченка»), (2005.)                                                                      |
| * „Украјински псалми“ на народне ријечи (укр. «Українські псалми» на народні слова»), (2006.)                                                     |
| * 4 Псалма Давидова (укр. «4 Псалми Давида»), (2006.; 2007.)                                                                                      |
| * Три Алилује (укр. «Три Алілуї»), (2006—2012.)                                                                                                   |
| * 13 духовних химни (укр. «13 Духовних піснеспівів»), (2006—2013.)                                                                                |
| * „Триптих“ (укр. «Триптих»), (2013.) |
| * 4 триптиха на ријечи Т. Шевченка (укр. «4 триптихи на слова Т. Шевченка»), (2013—2015.)                                                         |
| * Пјесме на ријечи Т. Шевченка (укр. «Піснеспіви на слова Т. Шевченка»), (2014)                                                                   |
| * Мајдан — Кијев (укр. «Майдан — Київ), (2014.). Молитва за Украјину, дио хорског циклуса „Мајдан“ од 15 одјељака, биће изведен у маниру Attacca. |
| * In memorian (2020.)) |

### Камерна музика
| Камерна музика                                                                               |
| -------------------------------------------------------------------------------------------- |
| * 2 гудачка квартета и пиколо квартет (укр. «2 струнних квартети та Квартет-пікколо»)        |
| * Квинтет за клавир (укр. «Квінтет»), (1961.)                                                |
| * «Мистерија» (укр. «Містерія» для альт-флейти та ударних») за алт флауту и удараљке)        |
| * Трио за флауту, трубу и челесту (укр. «Тріо для флейти, труби та челести»)                 |
| * «Пројекција на чембало, вибрафон и звона» (укр. «Проекція на клавесин, вібрафон і дзвони») |
| * «Драма» за виолину, виолончело и клавир (укр. «Драма» для скрипки, віолончелі та ф-но»)    |
| * Соната за виолончело и клавир (укр. «Соната для віолончелі та ф-но»)                       |
| * 3 постлудија (укр. «3 постлюдії»)                                                          |
| * Пост скриптум за виолину и клавир (укр. «Пост скриптум для скрипки та ф-но»)               |
| * Епитаф Л. Б. за виолу и клавир (укр. «Епітафія Л. Б. для альта і ф-но»)                    |
| * Мистериозо за кларинет (укр. «Містеріозо для кларнета»)                                    |
| * Елегија за виолончело (укр. «Елегія для віолончелі»)                                       |
| * Икона (укр. «Ікона»)                                                                       |

.

### За соло клавир
Музика за 9 валцера и 5 музичких тренутака је компонована за соло клавир.

#### 1960—2000.
| Музичка дјела настала у периоду 1960-2000.                                 |
| -------------------------------------------------------------------------- |
| * Сонатина (1960.), за клавир.*, ревидирано 1965.                          |
| * 5 комада, (укр. «5 п'єс»), (1961.)                                       |
| * Тријада (укр. «Тріада»), (1962.)                                         |
| * 3 сонате (укр. «3 Сонати»), (1972.; 1975.; 1979.)                        |
| * Класична соната (1975.)                                                  |
| * Елегија (укр. «Елегія»), (1967.)                                         |
| * „Дјечја музика“ (укр. «Дитяча музика»), (1973.)                          |
| * «„Музика у старом стилу“» (укр. «Музика в старовинному стилі» ), (1973.) |
| * „Кухињска музика“ (укр. «Кіч-музика»), (1977.)                           |
| * „Удаљена музика“ (укр. «Віддалена музика»), (1993.)                      |
| * „Наивна музика“ (укр. «Наївна музика»), (1993.)                          |
| * „Усна музика“ (укр. «Усна музика»), (1998-99.)                           |
| * „Ноктурно“ (укр. «Ноктюрн»), (2000.)                                     |
| * Интермецо и Богаташи (укр. «Інтермеццо та Багателі»), (2000.)            |

#### Након 2005.
| Музичка дјела настала након 2005. године                                       |
| ------------------------------------------------------------------------------ |
| * 3 богаташа (укр. «3 багателі»), (2005.)) Ор. 1 .                             |
| * 4 представе (укр. «4 п'єси»), (2006.) Ор. 2 .                                |
| * 3 валцера и постлудијум (укр. «3 вальсу і постлюдія»), (2005.–2006.) Ор. 3 . |
| * 3 богаташа (укр. «3 багателі»), (2005.) Ор. 4 .                              |
| * Постлудиј (укр. «Постлюдія»), (2005.) Ор. 5 .                                |
| * 3 богаташа (укр. «3 багателі»), (2005.–2006.) Ор. 6 .                        |
| * 3 представе (укр. «3 п'єси»), (2003.) Ор. 9 .                                |
| * Моменти (укр. «Моменти»), (2003.) Ор. 10 .                                   |
| * 2 валцера (укр. «2 вальсу»), (2002.–2003.) Ор. 11 .                          |
| * 2 богаташа (укр. «2 багателі»), (2004.) Ор. 16 .                             |
| * 4 постлудија (укр. «4 постлюдії»), (2004.) Ор. 21 .                          |
| * 3 представе (укр. «3 п'єси»), (2005.) Ор. 38 .                               |
| * 4 богаташа (укр. «4 багателі»), (2005.) Ор. 41 .                             |
| * 7 комада (укр. «7 п'єс»), (2005.) Ор. 46 .                                   |
| * 2 мазурке (укр. «2 мазурки»), (2005.) Ор. 56 .                               |
| * 3 постлудија (укр. «3 постлюдії»), (2005.) Ор. 57 .                          |
| * 2 елегије (укр. «2 елегії»), (2005.) Ор. 60 .                                |
| * 3 постлудија (укр. «3 постлюдії»), (2005.) Ор. 64 .                          |
| * 3 богаташа (укр. «3 багателі»), (2006.) Ор. 73 .                             |
| * 3 успаванке и елегија (укр. «3 колискових і елегія»), (2006.) Ор. 75 .       |
| * 2 представе (укр. «2 п'єси»), (2007.) Ор. 96 .                               |
| * 5 валцера (укр. «5 вальсів»), (2007.) Ор. 98 .                               |
| * 9 валцера (укр. «9 вальсів»), (2007.) Ор. 106 .                              |
| * 5 музичких тренутака (укр. «5 музичних моментів»), (2007.) Ор. 107 .         |

### За глас уз клавир
| Музичка дјела компонована за вокале у пратњи клавира                                                                         |
| --- |
| * 2 романсе на стихове О. Блока (укр. «2 романси на вірші О. Блока»                                                          |
| * Тихе пјесме (рус. «Тихі пісні» (1977.)                                                                                     |
| * Једноставне пјесме (укр. «Прості пісні») (1974—1981.)                                                                      |
| * „Древна балада“ (укр. «Старовинна балада»)                                                                                 |
| * „Степенице“ (укр. «Ступені»)                                                                                               |
| * „Кухињске пјесме“ (укр. «Кіч-пісні»)                                                                                       |
| * 4 пјесме са текстом О. Мандељштама (укр. «4 пісні на слова О. Мандельштама»)                                               |
| * 3 пјесме са текстовима Блока, Мајаковског и Ивашкевича (рус. «3 пісні на слова Блока, Маяковського та Івашкевич»), (2003.) |

### Филмографија
| Музика компонована за филмове                                                                          |
| --- |
| * «Бијели облаци» (укр. «Білі хмари»), (1968.)                                                         |
| * Карантин (филм из 1968) (укр. «Карантин»), (1968.)                                                   |
| * Било је то у Мижгирји (укр. «Це було в Міжгір'ї»), (1975.)                                           |
| * Случајни лет (укр. «Єралашний рейс»), (1977.)                                                        |
| * Истраживање бијелог свијета (укр. «Пізнаючи білий світ»), (1978.), реж. Кира Муратова)               |
| * Невидљиви рад (укр. «Незрима робота»), (1979.)                                                       |
| * Човек који удара (укр. «Пробивна людина»), (1979.)                                                   |
| * Вране (филм из 1982)(укр. «Грачі»), (1982.)                                                          |
| * Не би било среће... (укр. «Не було б щастя...»), (1983.)                                             |
| * Приближавање будућности (укр. «Наближення до майбутнього») (1986.)                                   |
| * Гетсимански врт (укр. «Сад Гетсиманський»), (1993.)                                                  |
| * Чеховљеви мотиви (укр. «Чеховські мотиви» (2002.), режија Кира Муратова                              |
| * Штимер (укр. «Настроювач»), (2004.), режија Кира Муратова.                                           |
| * Вријеме за одлазак (укр. «Час прощання»), (2005.), режија Франсуа Озон                               |
| * „Два у једном“ (укр. «Два в одному»), (2007.), режија Кира Муратова                                  |
| * Мелодија за катамаран (укр. «Мелодія для катеринки»), (2009.), режија Кира Муратова                  |
| * Вјечни повратак (укр. «Одвічне повернення», (2012.), режија Кира Муратова                            |
| * Валериј Ламах. Круг живота. (укр. «Валерій Ламах. Коло життя»), (2013.), док., режија Анатолиј Сирих |
| * Жена нашег времена (франц. «Une femme de notre temps»), (2022.), док., режија Жан-Пол Сиверак        |

## Награде
- 1967 — лауреат Међународне премије Кусевицкога (САД)
- 1970 — лауреат Међународног конкурса композитора «Гаудеамус» (Холандија)
- 1989 — Народни уметник Украјине
- 1995 — лавреат Националне награде Шевченко
- 1997 — орден «За заслуге» ІІІ степена
- 2007 — орден Јарослава Мудрога V степена
- 2011 — Почасни докторат Националног универзитета Кијево-могиљанска академије
- 2016 — Почасни докторат Националног универзитета «Острошке академије»
- 2017 — орден Јарослава Мудрога IV степена[16]

## Признање
Шездесетих година прошлог вијека, Теодор Адорно је са одобравањем одговарао на Силвестровљеве списе, проналазио је истомишљенике у круговима кијевских и московских шездесетих, а Алфред Шнитке је, на примјер, пажљиво пратио његов рад.
О композитору је снимљен документарни филм Виктора Кукушкина „Рођење музике“. Композитор Валентин Силвестров“ (1991.), Анатолиј Сириха „Валентин Силвестров. Тихе песме“ (1992.), „Незаконита Вебернова деца“ Лили Оливије (Француска, 1994.) и Доријана Супине „Дијалози. Композитор Валентин Силвестров“ (Естонија, 2008.).